# Jolaj
Jolaj (grč. Ἰόλαος, Iólaos) u grčkoj mitologiji Ifiklov je i Automeduzin sin, Heraklov nećak.

## Etimologija
Jolajevo grčko ime možda je izvedeno od riječi ios = "strijela" i laos = "narod", čime bi označavao snagu ili oružje naroda.

## Karakteristike
Kao Ifiklov sin, Jolaj je bio Heraklov nećak, a često je bio u ulozi njegova kočijaša ili druga te je on u njihovu odnosu zvan symbomos, "djelitelj oltara", jer obojicu se moglo štovati na jednom oltaru, što je bilo vrlo rijetko u staroj Grčkoj jer je svako božanstvo imalo svoj oltar, a to svjedoči o njihovoj bliskosti.
U klasičnom je periodu prikazivan kao Heraklov eromenos postavši tako tebanskim zaštitnikom pederastije. Plutarh piše da su do njegova vremena muški parovi dolazili do Jolajeve grobnice u Tebi da bi se zakleli vjernošću junaku i jedan drugome, a grobnicu spominje i Pindar. Prema njemu je nazvano tebansko vježbalište te Jolajeja (Iolaeia), atletski festival gimnastičkih i konjičkih natjecanja na kojemu su, prema Plutarhu, pobjednici svake godine nagrađivani vijencima mirte. Pauzanije piše da je u njegovu čast nazvan grad Iolaia u Sardiniji u njegovo vrijeme.

## Mitologija

### Lernejska Hidra
Jolaj je bitno pomogao Heraklu u borbi protiv lernejske Hidre, što je bio Heraklov drugi zadatak. Heraklo je prekrio usta i nos tkaninom da ne bi udisao otrovne pare te je ispalio goruće strijele u njezin brlog da bi je izmamio. Potom se suočio s njom te joj je srpom odsjekao glavu, ali kad bi to učinio, narasle bi nove dvije.
Apolodor piše da je Heraklo shvatio da ovako ne može pobijediti Hidru te je zamolio svoga nećaka Jolaja za pomoć. On se dosjetio (možda ga je nadahnula Atena) da spale rane nakon što odsjeku glavu. Heraklo je odsjekao glavu, a Jolaj je spalio rane i to je ubilo Hidru. Jednu njezinu besmrtnu glavu postavio je ispod velika kamena na svetom putu između jezera i Eleja, a potom je umočio strelice u Hidrinu otrovnu krv i tako završio zadatak.
Hera i Euristej poslije su rekli da je zadatak nevažeći jer mu je nećak pomogao te je, umjesto prvotnih deset, Heraklo morao izvršiti dvanaest zadataka.

### Život
Heraklo je dao svoju ženu, Megaru, u dobi od trideset i tri godine, Jolaju, tada šesnaestogodišnjaku, jer njezina ga je prisutnost podsjećala da je u napadu bjesnila i ludila ubio njihovo troje djece. Imali su kćer Lipefilenu, a smatra se da je njome postao otac mitskoj i povijesnoj lozi korintskih kraljeva.
Poslije Heraklove smrti Jolaj je zapalio pogrebnu lomaču, a prema drugim izvorima, to je učinio Filoktet.

### Smrt
Poslije Heraklove smrti Jolaj je u Ateni branio Heraklove potomke (Heraklide) te se u poodmaklim godinama s kraljem Demofontom borio protiv Euristeja koji je došao po Heraklide.
Jolaj je zamolio Heraklova sina Hila da mu da bojna kola te je krenuo na Euristeja, no bio je nemoćan zbog starosti i bolesti pa je zamolio bogove da mu bar na trenutak daruju mladost i snagu. Bogovi su mu ispunili želju te je Jolaj obavijen tamnim oblakom i pomlađen, a potom je lako zarobio Euristeja i doveo ga u Atenu te na posljetku spokojan umro. Druga inačica mita govori da je već bio mrtav, ali da je zamolio bogove da mu daju da se vrati iz podzemnog svijeta.
Prema drugim mitovima, pošto je Heraklo ustanovio Olimpijske igre, Jolaj je pobijedio na konjima svog gospodara te ga je Heraklo poslao na Sardiniju da vlada gdje je Jolaj civilizirao divlje stanovništvo, a potom je poslije štovan kao božanstvo. Sa Sardinije je otišao na Siciliju te se vratio Heraklu prije njegove smrti. Prema Pauzaniju, nakon spaljivanja Herakla na lomači poslije smrti, Jolaj mu je prvi prinio žrtve kao polubog. Umro je u Sardiniji, a, prema Pindaru, pokopan je u grobnici svoga oca Amfitriona te štovan kao junak.

## Vanjske poveznice
- Jolaj u grčkoj mitologiji i umjetnosti (engl.)